# 핸드 드릴

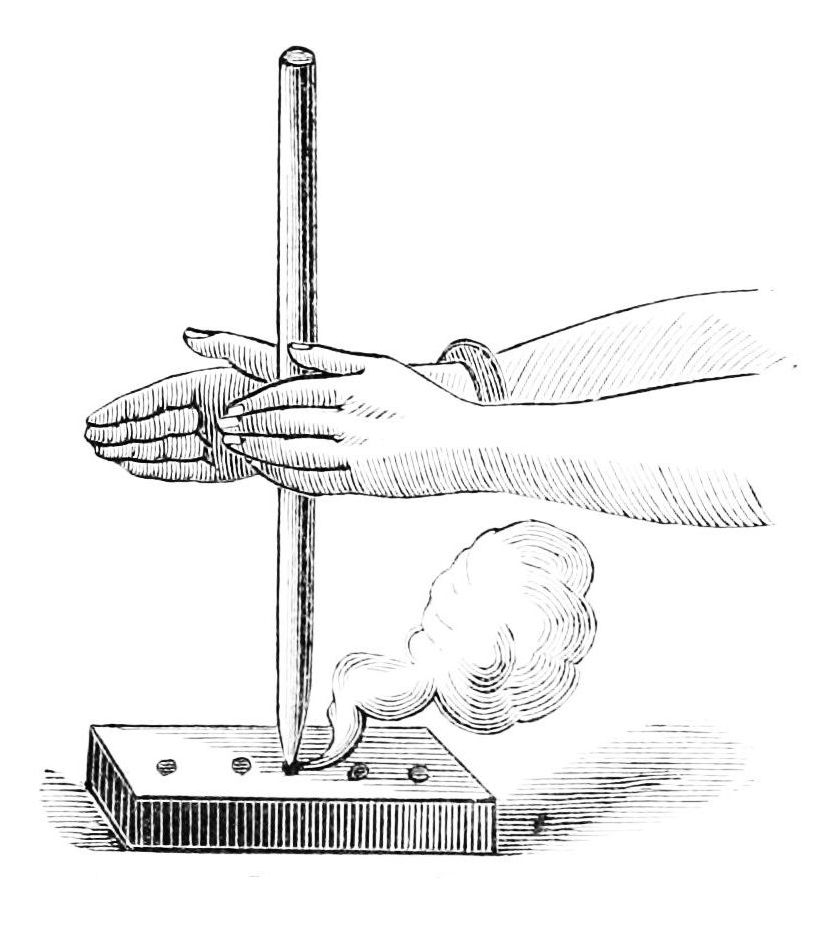
발화추로 사용되는 난로판이 있는 수동 드릴

핸드 드릴(Hand drill)은 막대의 빠른 회전 운동을 생성하는 가장 간단한 원시적인 방법이다. 두 손 사이에 막대를 수직으로 잡고 문지르는 것과 같이 반대 방향으로 앞뒤로 움직이는 것으로 구성된다. 막대는 일반적으로 길이가 1~2피트이고, 지름이 0.5인치이다.
핸드 드릴은 많은 원시 사회에서 불을 피우기 위한 발화추로 사용되었다.  여전히 유용한 생존 기술로 종종 배운다. 핸드 드릴은 나무, 돌 또는 뼈와 같은 단단한 재료에 구멍을 뚫는 도구로도 사용할 수 있다.
어느 쪽을 사용하든 막대를 회전하는 동안 손도 아래쪽으로 압력을 가해야 한다. 결과적으로 손은 막대 아래로 흐르고 주기적으로 다시 위로 올려야 한다. 이러한 중단은 샤프트 상단의 노치를 자르고 코드를 묶은 다음 코드의 고리를 통해 엄지손가락을 삽입하여 방지할 수 있다. 그러나 숙련된 작업자는 손이 거의 수직으로 고정된 상태에서 압력을 유지할 수 있다. 또는 플로팅에 필적하는 동작으로 손을 드릴 상단으로 ‘플로팅’할 수 있다.

## 같이 보기
- 활비비

- 펌프 드릴
- 브레이스 (공구)